# Alfred Jacquet
Pour les articles homonymes, voir Jacquet.
Alfred Jacquet (né en Suisse à une date inconnue) est un joueur suisse de football qui jouait au poste d'attaquant.

## Biographie
Lorsqu'il arrive en Italie, Jacquet commence sa carrière au Torino. Il fait partie des joueurs qui disputèrent le premier match officiel de l'histoire du Toro le 16 décembre 1906 contre Pro Vercelli (victoire 3-1 des turinois).
Il joue son premier match officiel le 13 janvier 1907 au cours d'une victoire 2-1 sur la Juventus lors du Derby della Mole.
Jacquet fait également partie de la longue liste de joueurs suisses qui ont évolué pour le club piémontais de la Juventus durant la première décennie du club (avec Heinrich Hess, Alessandro et Riccardo Ajmone Marsan, Friedrich Bollinger, Walter Streule ou encore Oscar Frey).
Il arrive chez les bianconeri en 1909, appelé pour remplacer Domenico Donna, gravement blessé. Il joue son premier match lors d'un Derby della Mole contre le Torino FC, le 10 janvier 1909.
Le reste de sa vie n'est pas connu.